# Pelješac-félsziget
Koordináták: é. sz. 42° 55′ 31″, k. h. 17° 24′ 13″42.925278°N 17.403611°E

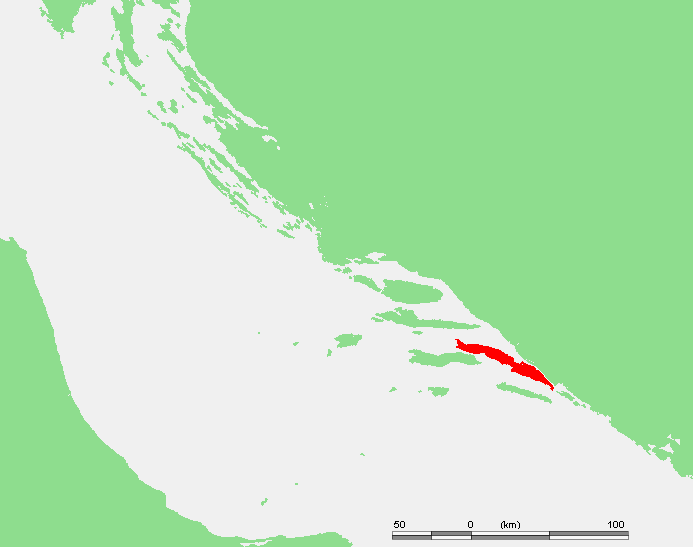
Pelješac fekvése Horvátországban

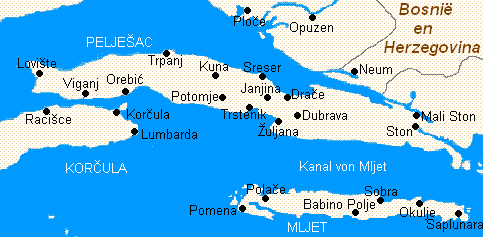
Térkép

A 8000 fős Pelješac-félszigetet (kiejtéseⓘ, magyarul: Pelyesac) a hajóskapitányok és a legfinomabb horvát vörösbor szülőföldjeként tartják számon. Az Adriai-tengeren található, ez Horvátország második legnagyobb félszigete.
A Pelješac délkeleti részén található Ston települést egy keskeny földhíd köti össze a szárazfölddel. Valójában Ston sem egy település, hanem kettő – Veliki Ston és Mali Ston – amelyeket az imént említett földhíd köt össze.
A városok közül kiemelkedik Ponikve, amelyik sok kisebb faluból áll össze. A legnagyobb fürdőhely Prapratno, ami egyben kikötő is.
Nyelvjárását tekintve két részre osztjuk. Stontól Janjinaig ijekavicával, a többi részen pedig ikavicával beszélnek.
A falvakban rengeteg szőlőt termesztenek, de megjelenik az állattenyésztés is. A kulturális-történelmi emlékművek közül Ston falai emelkednek ki – a leghosszabb falrendszere a kínai nagy fal után. Néhány általános iskola is van a félszigeten. A legközelebbi nagyvárosok Neum (Bosznia-Hercegovina) és Dubrovnik.
A félszigeten emelkedő számos hegy közül a legnagyobb a Sveti Ilija (Szent Illés), az azonos nevű csúccsal, mely 961 méter magas. A helyet a Zmijsko brdo (Kígyódomb) néven is szokás emlegetni, de olasz neve is van - mint oly sok falucskának is, történelmi okok miatt - a Monte Vipera.

## Községek (járások)

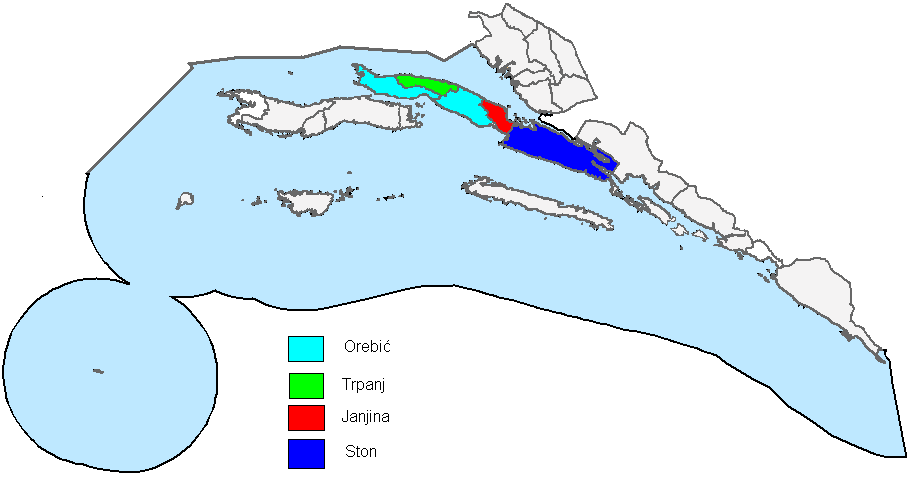
Községek a Pelješac-félszigeten

A félszigeten négy község (járás) található:
- Ston – 2 605 lakos
- Janjina – 593 lakos
- Trpanj – 871 lakos
- Orebić – 4 165 lakos

## Képek

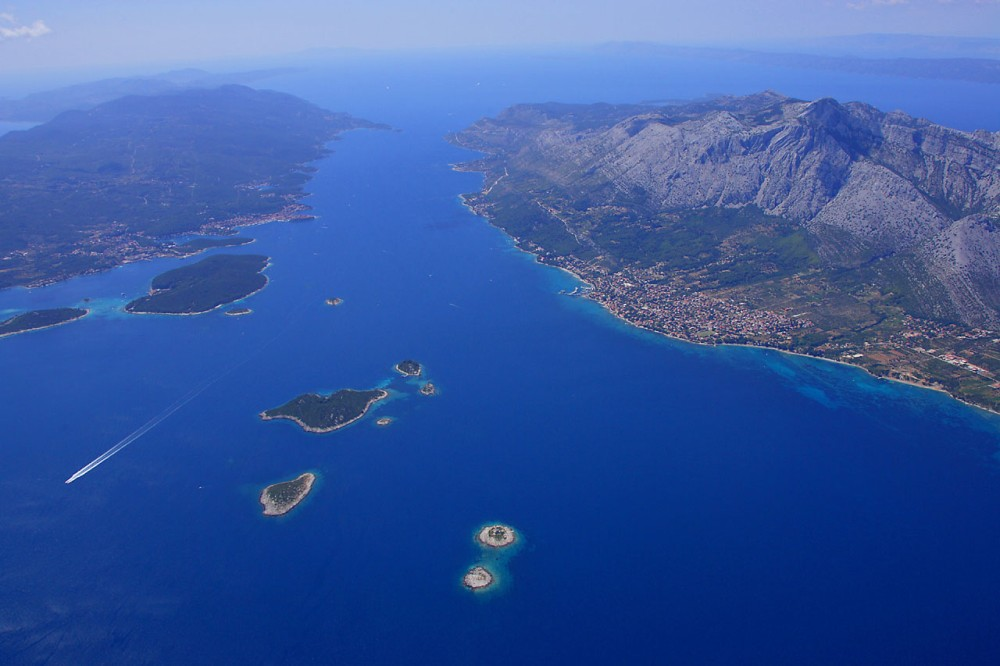
A Pelješac-csatorna. Balra Korčula szigete, jobbra a Pelješac-félsziget
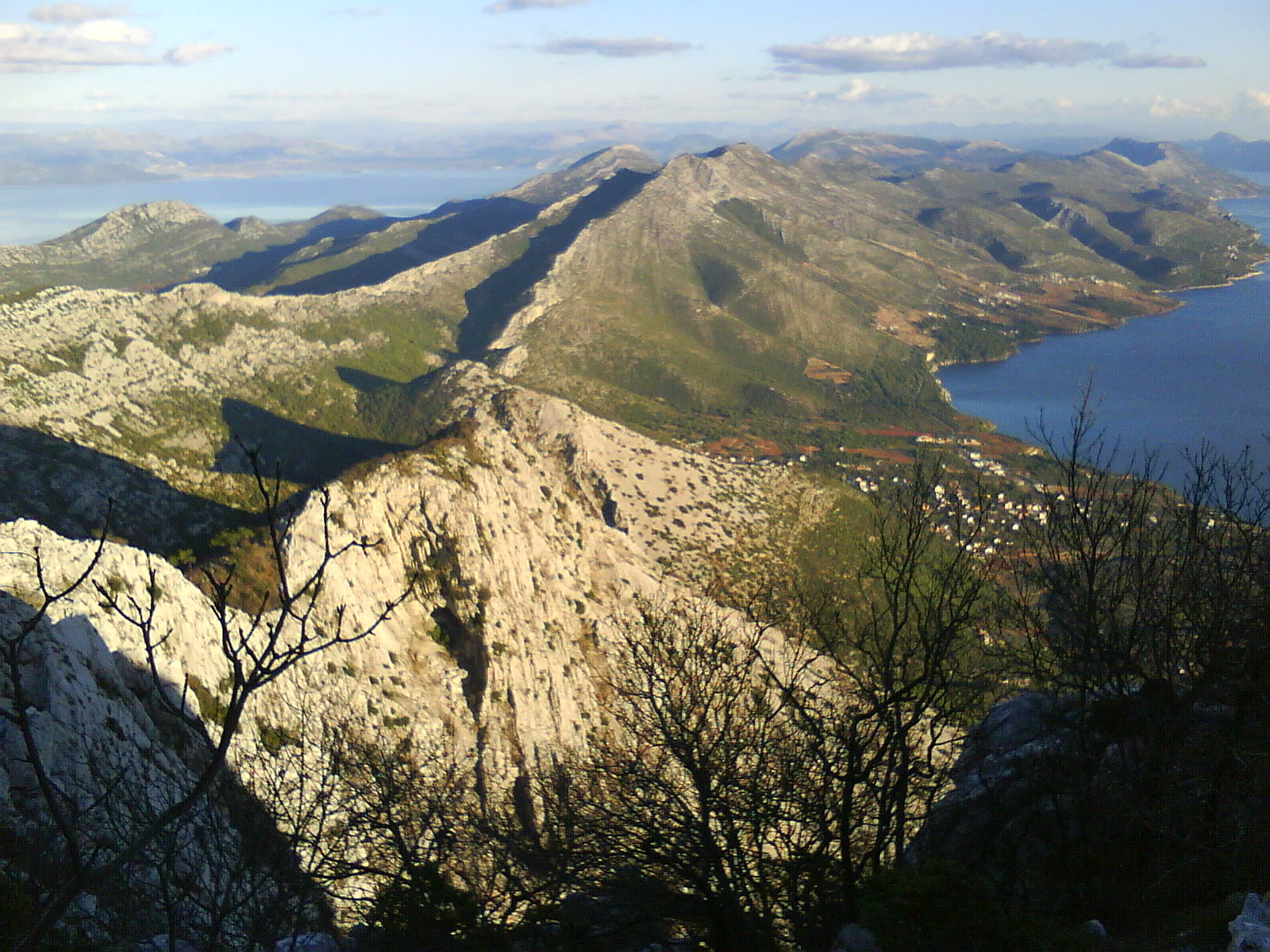
Karsztos felszíni formák a Pelješac-félszigeten
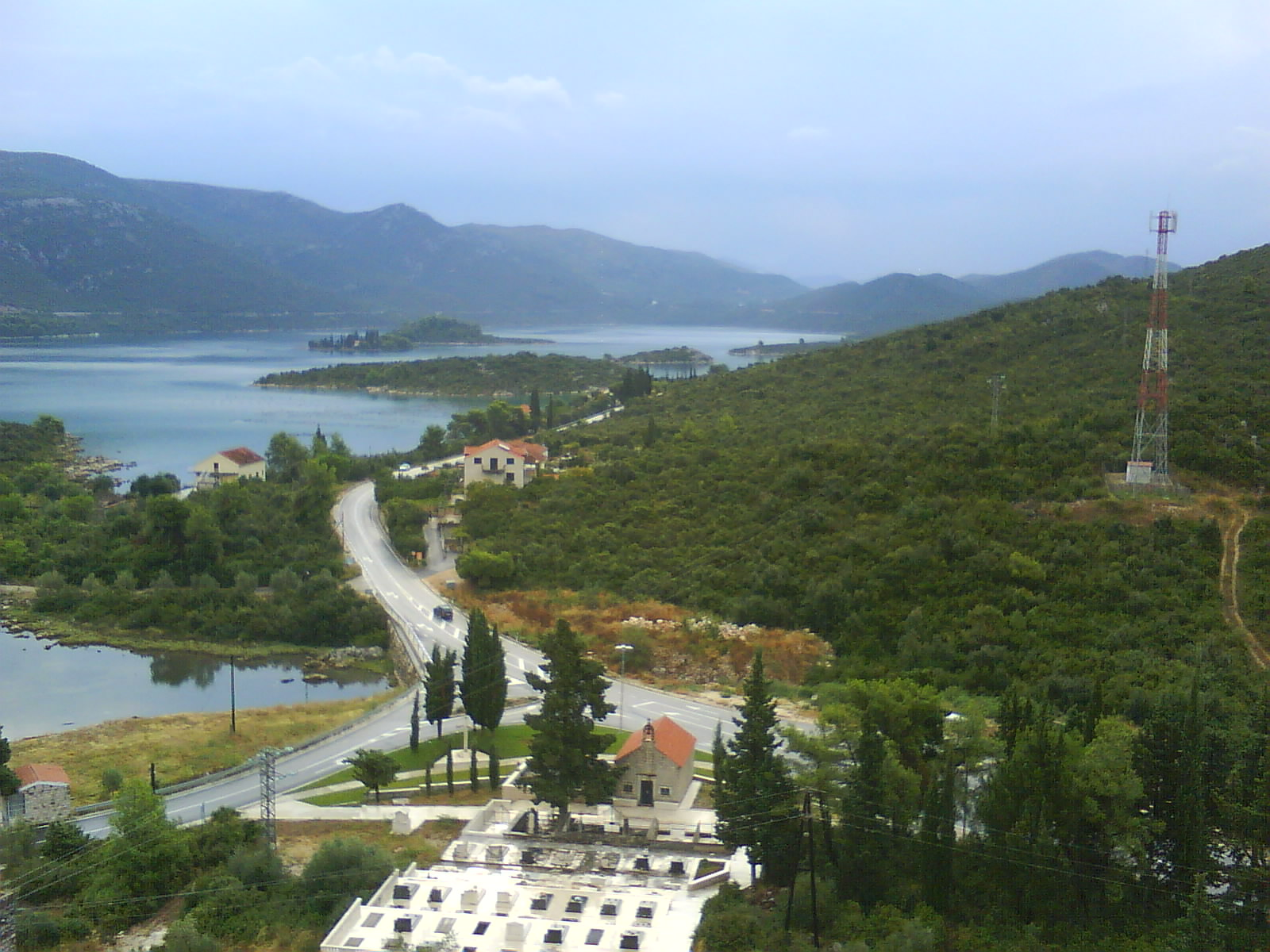
Kis-Ston (Mali Ston)
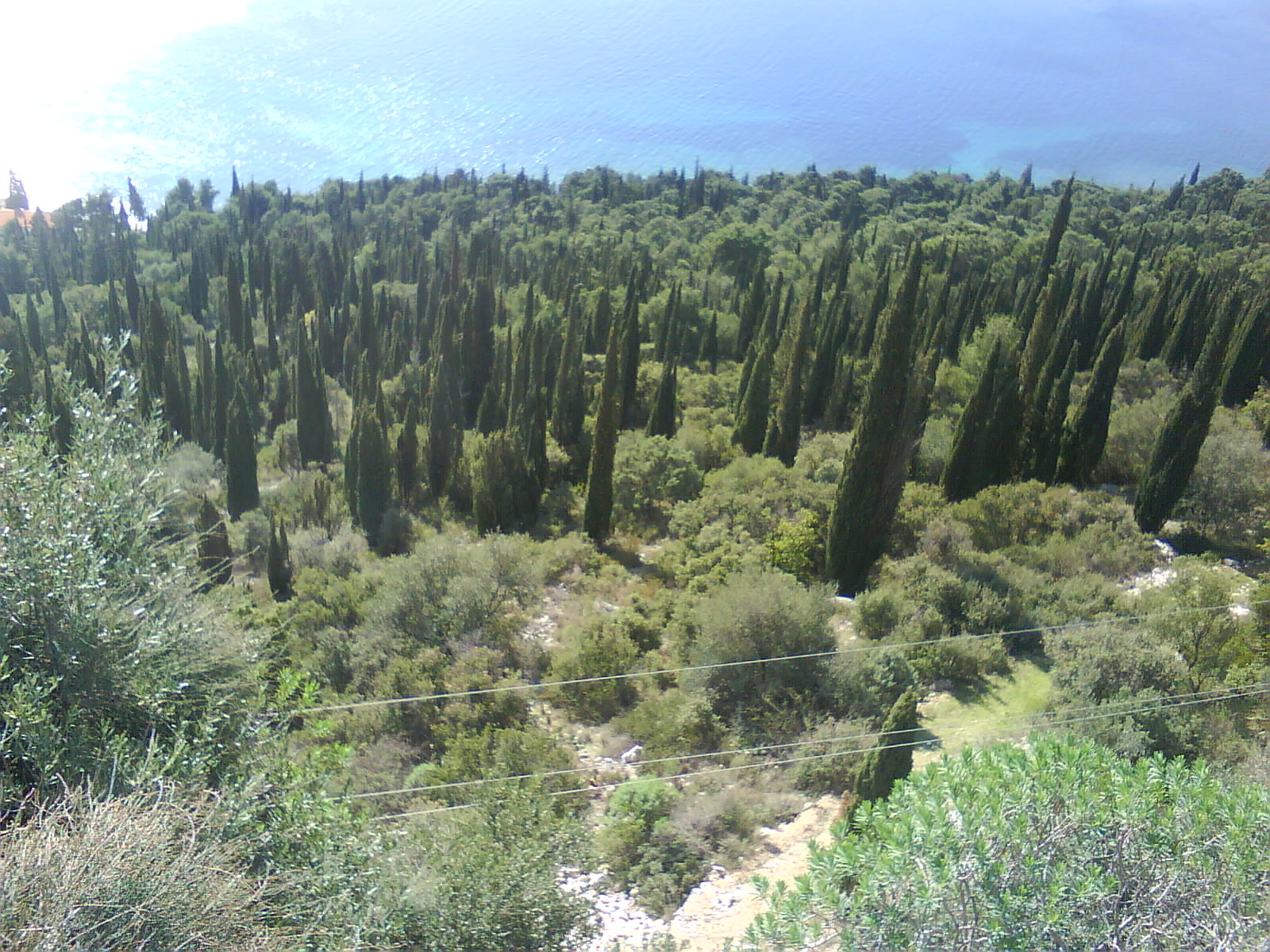
Cipruserdő
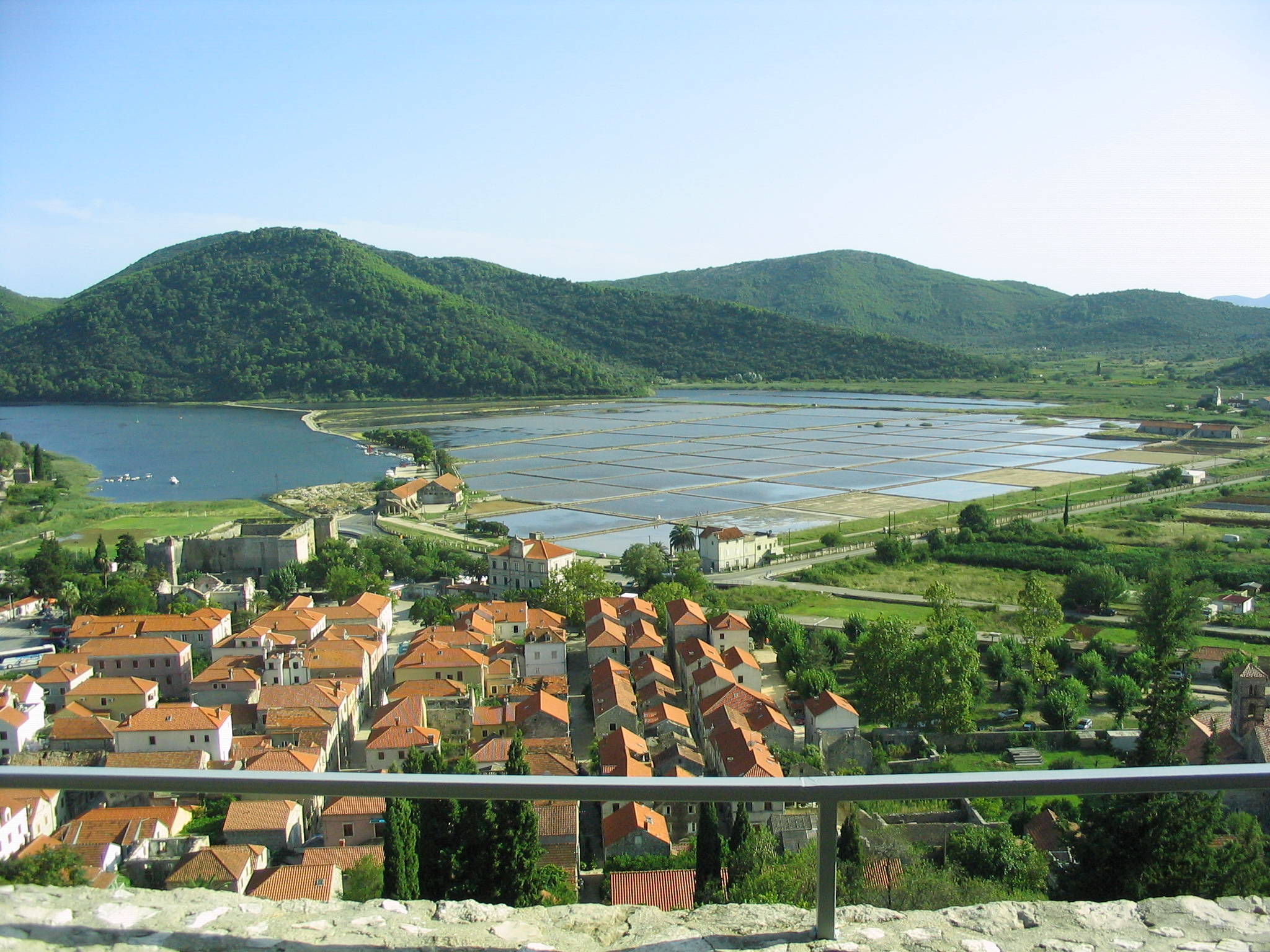
Sólepárló Kis-Stonban